# De Nederwaard
Het waterschap De Nederwaard was een waterschap bij Kinderdijk in de Nederlandse provincie Zuid-Holland. Het waterschap omvatte het zuidwestelijke deel van de Alblasserwaard, met uitzondering van de polder Papendrecht. De molens die de Nederwaard bemaalden behoren tot de molens van Kinderdijk.
Het waterschap was verantwoordelijk voor de vervening, drooglegging en later de waterhuishouding in de polder.
In 1973 werden aan de Nederwaard toegevoegd:
- de polder Alblasserdam (bestaande uit de delen Blokweer, Kortland en Vinkenpolder)
- de polders Souburg, Oud-Alblas Noord- en Zuidzijde, Bleskensgraaf, Zuidzijde Hofwegen en Ruybroek, Wijngaarden, Sliedrecht, Giessen Oudebenedenkerk, Molenaarsgraaf, Gijbeland en Noordzijde Hofwegen, Brandwijk Zevenhoven en Langenbroek en de polder Laag Blokland.